# Amblyseius guatemalensis
Amblyseius guatemalensis är en spindeldjursart som först beskrevs av Chant 1959.  Amblyseius guatemalensis ingår i släktet Amblyseius och familjen Phytoseiidae. Inga underarter finns listade i Catalogue of Life.